# Catops longulus
Catops longulus – gatunek chrząszcza z rodziny grzybinkowatych i podrodziny zyzkowatych.
Gatunek ten opisany został po raz pierwszy w 1846 roku przez Augusta Kellnera.
Chrząszcz o ciele długości od 3,5 do 5 mm, silnie wydłużonym w zarysie, z wierzchu ubarwionym czarniawo z krótkim, złotawym owłosieniem. Czułki mają człony od siódmego wzwyż formujące całkowicie czarną buławkę; piąty człon jest dłuższy niż szerszy, a ósmy człon jest tylko trochę krótszy od szóstego, który to z kolei u samców nie jest szerszy niż dłuższy. Powierzchnia przedplecza ma punktowanie w postaci bardzo drobnych, wystających, ukośnie ku tyłowi zwróconych ziarenek, formujących fragmentaryczne, nieregularne szeregi poprzeczne. Ziarenka są upakowane mniej gęsto niż u C. dichorus i nie łączą się ze sobą, wskutek czego połysk przedplecza jest zachowany. Punktowanie pokryw przypomina to na przedpleczu, a między punktami obecne są bardzo drobne poprzeczne fałdki, nadające pokrywom połysk łupkowy. Odnóża przedniej pary u obu płci pozbawione są guzka na udach i wcięcia po wewnętrznej stronie goleni.
Owad o typie rozsiedlenia borealno-górskiego. W południowej i środkowej części zasięgu występuje głównie w górach, na północy także na nizinach. Zasiedla głównie przedsionkowe strefy jaskiń, ale bytuje także w norach ssaków. Poławiany bywa również na padlinie.
Gatunek palearktyczny, europejski, znany z Irlandii, Wielkiej Brytanii, Francji, Belgii, Holandii, Niemiec, Szwajcarii, Austrii, Włoch, Szwecji, Norwegii, Finlandii, Łotwy, północnoeuropejskiej części Rosji, Polski, Czech, Słowacji, Węgier, Rumunii, Słowenii, Chorwacji, Bośni i Hercegowiny, Serbii i Czarnogóry. W Polsce należy do najrzadszych zyzkowatych. Podawany jest z Sudetów, Ojcowskiego Parku Narodowego, Tatr i Bieszczadów.